# March fab Meirchiawn
March fab Meirchiawn [marx vaːb 'meirxjaun] (kymrisch march – „Pferd“) ist der Name einer Sagengestalt aus der walisischen Mythologie.

## Mythologie

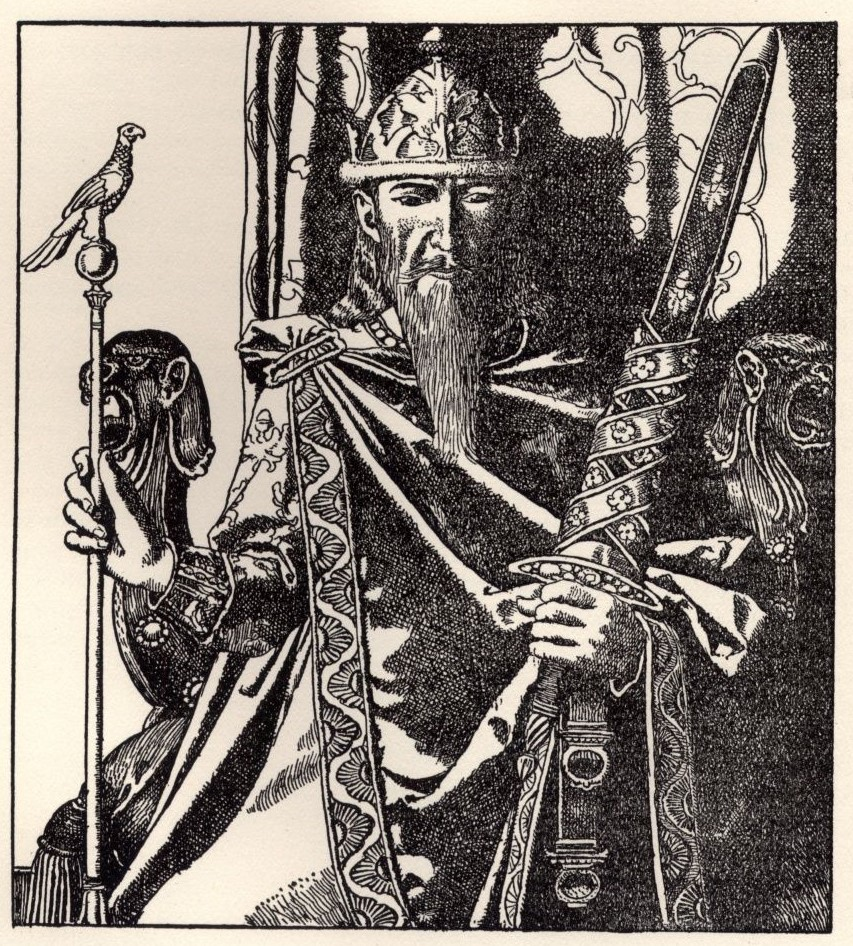
Marke von Cornwall, Illustration von Howard Pyle (1905).

March wird in einer Triade der Trioedd Ynys Prydein („Die Triaden der Insel Britannien“)  als einer der „drei Seefahrer der Insel Britannien“ bezeichnet. Eine andere Triade nennt ihn als Gatten von Essyllt und Onkel von Drystan fab Tallwch, der sich in Essyllt verliebt. In den höfischen Fassungen des Tristan-Themas entspricht ihm die Figur des Königs Marke von Cornwall. Beiden werden Pferdeohren zugeschrieben.
In der Erzählung Breuddwyd Rhonabwy („Rhonabwys Traum“) ist March fab Meirchiawn der Anführer einer Kriegerschar aus Skandinavien und der Vetter und Berater von König Artus.